# Robert Bürkner (Generalmajor)

Robert Bürkner am Anfang des Ersten Weltkriegs

Robert Alexander Bürkner (* 6. Dezember 1870 in Charlottenburg; † 19. März 1925 in Königsberg) war ein deutscher Generalmajor der Reichswehr.

## Leben
Bürkner wurde in der Berliner Ziegelstraße geboren und in der Kirche Johannes Evangelist getauft. Seine Eltern waren der Geheime Rechnungsrat Robert Heinrich Bürkner und dessen Ehefrau Alexandrine, geborene Knerk. Mit 20 Jahren trat Bürkner 1891 in das Grenadier-Regiment „Prinz Carl von Preußen“ (2. Brandenburgisches) Nr. 12 der Preußischen Armee ein. Dort wurde er 1892 Sekondeleutnant, 1901 Oberleutnant und – nach dem Besuch der Kriegsakademie – 1906 Hauptmann im Generalstab des XVIII. Armee-Korps. Weitere Karrierestationen waren Kompaniechef im 9. Badischen Infanterie-Regiment Nr. 170 und beim Generalstab der 30. Division. Am 1. Oktober 1912 wurde er Major und Erster Generalstabsoffizier der 42. Division.
In dieser Eigenschaft zog Bürkner mit Ausbruch des Ersten Weltkriegs ins Feld. Er machte das Gefecht bei Lagarde am 11. August 1914 mit und kämpfte vom 20. bis 22. August in der Schlacht in Lothringen. Während der Kämpfe der Division vor Nancy-Épinal Anfang September wurde er schwer verwundet und deshalb am 7. September 1914 zu den Offizieren von der Armee versetzt. Erst drei Monate später war Bürkner wieder verwendungsfähig. Daraufhin wurde er am 5. Dezember 1914 dem Oberbefehlshaber Ost zur Verwendung als Generalstabsoffizier beim Korps Zastrow zur Verfügung gestellt, an dessen blutigen aber siegreichen Kämpfen um Soldau er teilnahm. Aus dem Osten kam Bürkner im Juli 1915 als Generalstabsoffizier zum Gouvernement Antwerpen, wo er blieb, bis ihn Kaiser Wilhelm II. am 16. Februar 1916 zum Chef des Generalstabes des XXI. Armee-Korps unter Generalleutnant Oskar von Hutier ernannte, das an der Ostfront um den Narotsch-See und bei Postawy stand.

### Pour le Mérite
Große Verdienste erwarb er sich in seiner neuen Stellung um die Abwehr der mit großer Überlegenheit geführten russischen Angriffe im März/April 1916, bei der er seinem Kommandierenden General mit nie versiegender Tatkraft und Umsicht zur Seite stand. Der Stellungskrieg gab dem Korps wieder Ruhe. 1917 kam es, jetzt geführt durch Generalleutnant Adolf von Oven, nach dem Westen, stand vor Verdun und im Oberelsass bei der Armeeabteilung B. Bürkner wurde am 27. Januar 1918 zum Oberstleutnant befördert und im April 1918 zum Chef des Generalstabes des XVIII. Reserve-Korps ernannt, bei dem er sich große Verdienste in der Schlacht um den Kemmel erwarb, so dass ihn sein Kommandeur mit folgender Begründung zum Pour le Mérite einreichte, den ihm der Kaiser am 16. Mai 1918 verlieh:

„Oberstleutnant Bürkner wurde Chef des Generalstabes des XVIII. R.K. als dieses im Angriff stand gegen die Wytschaete-Stellung, in einem Augenblick, in dem seine Aufgabe, die bis dahin mehr örtlicher Natur war, sich erweitert hatte. Der Angriff mit vier Divisionen gegen die tiefgegliederten englischen Kemmel-Stellungen mußte in kurzer Zeit vorbereitet werden und bot in dem verschlammten Trichtergelände ganz ungeheure Schwierigkeiten. Oberstleutnant Bürkner lebte sich mit bewundernswerter Ruhe und Sicherheit in seine weitverzweigte neue Aufgabe ein. Schnell, gründlich und unermüdlich in der Arbeit, weit vorausschauend, an alles denkend, verantwortungsfreudig und keine Schwierigkeiten kennend, war er in den folgenden Kampf ein hervorragender Chef des Generalstabes und mir ein kluger, zielbewußter, mit großem Takt seine Überzeugungen vertretender Berater. Er hat an den schönen Erfolgen des Generalkommandos seinen vollen Anteil...“

Am 7. August 1918 wurde Oberstleutnant Bürkner als Chef des Generalstabes zur XVIII. Armee unter General von Hutier versetzt, die gerade in der Schlacht an der Somme und am Oise stand. Hier, wie auch in den Kämpfen der 18. Armee vor und in der Siegfriedstellung, in der Schlacht zwischen Cambrai und St. Quentin, sowie in der Hermannstellung, unterstützte Oberstleutnant Bürkner, der für seine Verdienste zur Verleihung des Eichenlaubs zum Pour le Mérite vorgeschlagen war, (das er aber infolge des Ausbruchs der Novemberrevolution nicht mehr erhielt) seinen Oberbefehlshaber, ebenso bei der Rückführung der Armee in die Heimat.

### Weimarer Republik
Im Dezember 1918 wurde er zunächst zum Chef des Generalstabes der 8. Armee im Baltikum ernannt und nach deren Rückführung und Demobilisierung dem Generalkommando des XX. Armee-Korps in Allenstein zur Verfügung gestellt. Dann war er seit April 1919 Chef des Generalstabes des IV. Armee-Korps in Magdeburg, bis er im September 1919 in gleicher Eigenschaft zum I. Armee-Korps in Königsberg kam. Bürkner wurde am 16. Mai 1920 als Chef des Stabes des Wehrkreiskommandos I (seit dem 1. Oktober 1920 auch der 1. Division) in Königsberg in die Reichswehr übernommen und am 1. Oktober des gleichen Jahres zum Oberst befördert. Nachdem er dann mehrere Jahre Kommandeur des 2. (Preußisches) Infanterie-Regiment gewesen, kehrte er am 1. Februar 1924 als Infanterieführer I nach Königsberg zurück. Neujahr 1925 erfolgte die Beförderung zum Generalmajor.
Am 19. März 1925 verstarb Bürkner im Garnisonslazarett in Königsberg.

## Familie
Er hinterließ seine Ehefrau Ella, geborene Kröhnke, die er am 23. März 1904 in Frankfurt (Oder) geheiratet hatte, und vier Töchter Inga, Hilde sowie die Zwillinge Alrun und Sigrid. Ella Bürkner (* 19. Juli 1875 in Wilhelmshaven, † vor Juli 1961 in Berlin-Steglitz) war die Tochter des Fehmarner Geheimen Baurats und Erfinders der „Vogelfluglinie“, Gustav Kröhnke.

Die Bürknerhöhe südlich Wiersbinnen in Ostpreußen

## Postume Ehrung
Wegen seiner Verdienste um die Verteidigung Ostpreußens im Ersten Weltkrieg und danach wurde im Jahre 1926 eine im Preußischen Höhenrücken in Masuren gelegene 145 Meter hohe Anhöhe „Bürknerhöhe“ genannt. Die Bürknerhöhe lag südlich der Ortschaft Wiersbinnen auf dem Gelände des Truppenübungsplatzes Arys, der noch heute ein polnischer Truppenübungsplatz ist. Die Anhöhe heißt heute „Wzgórze Mazurskie“ (Masurische Anhöhe).

## Auszeichnungen
- Roter Adlerorden IV. Klasse[1]
- Eisernes Kreuz (1914) II. und I. Klasse[1]
- Ritterkreuz des Königlichen Hausordens von Hohenzollern mit Schwertern[1]
- Verwundetenabzeichen (1918) in Schwarz[1]
- Preußisches Dienstauszeichnungskreuz[1]
- Ritterkreuz I. Klasse des Albrechts-Ordens mit Schwertern und Krone[1]
- Ritterkreuz I. Klasse des Ordens Philipps des Großmütigen[1]
- Hanseatenkreuz Hamburg[1]
- Braunschweiger Kriegsverdienstkreuz II. Klasse[1]
- Hanseatenkreuz Lübeck[1]